# Decadencia (concepto)

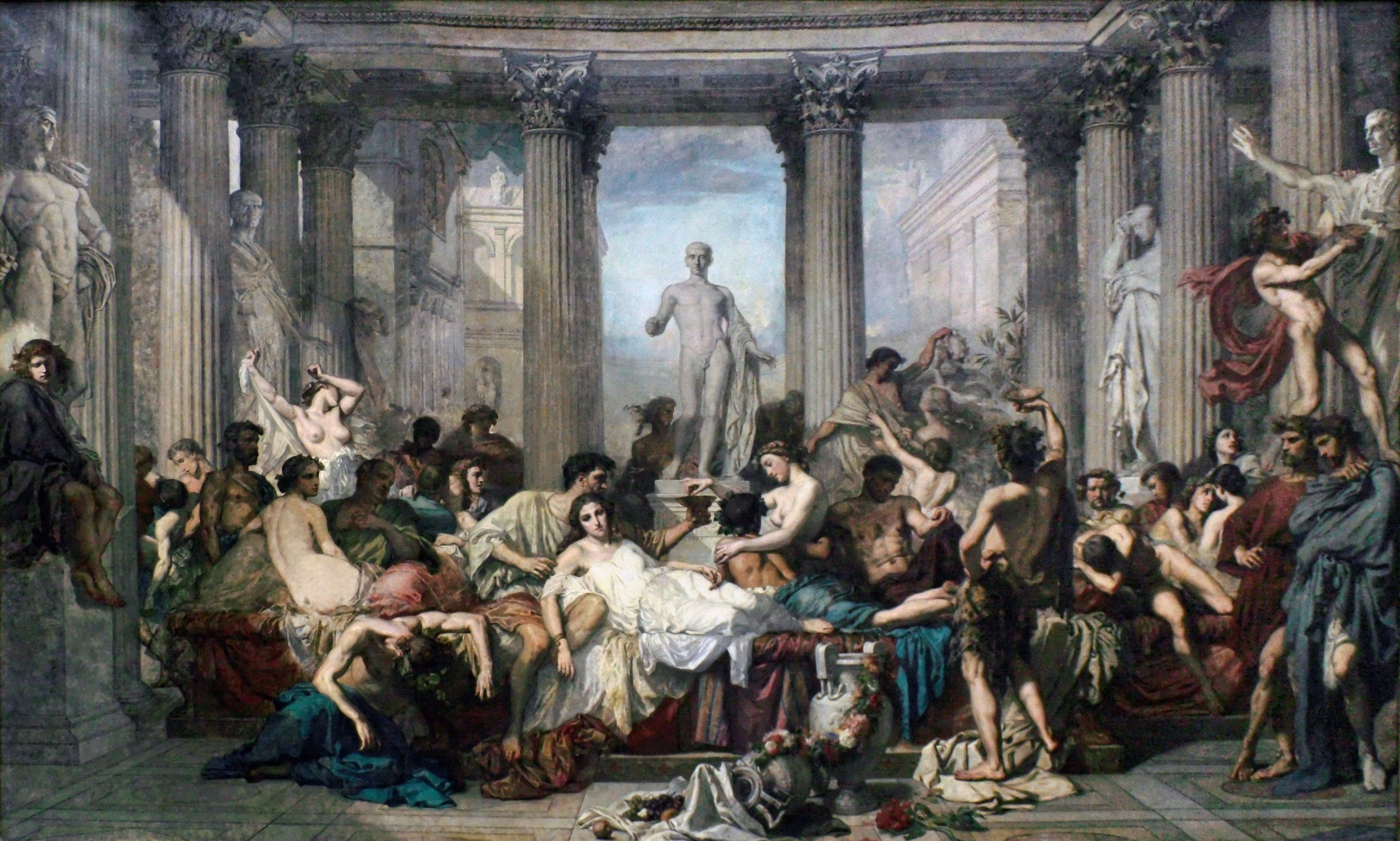
Thomas Couture : Los romanos de la decadencia, 1847

La decadencia (del latín cadere "caída", "sumidero", francés décadence "declive", "decadencia", a través del latín medio decadentia) es originalmente un término histórico-filosófico mediante el cual los cambios en las sociedades y culturas fueron interpretados y criticados como ruina, caducidad o depravación.
Fue utilizado por primera vez en la historiografía francesa, específicamente para la caída del Imperio romano de Occidente. La crítica de lo decadente se emancipó con ello de la moralización religiosa tradicional.
Mientras tanto, la ciencia histórica ha abandonado el concepto de decadencia para caracterizar las etapas del desarrollo social. Sólo en el decadentismo la palabra tiene también un sentido positivo, en el empleo usual del lenguaje predomina el carácter peyorativo

## Historia del concepto en la filosofía y la literatura

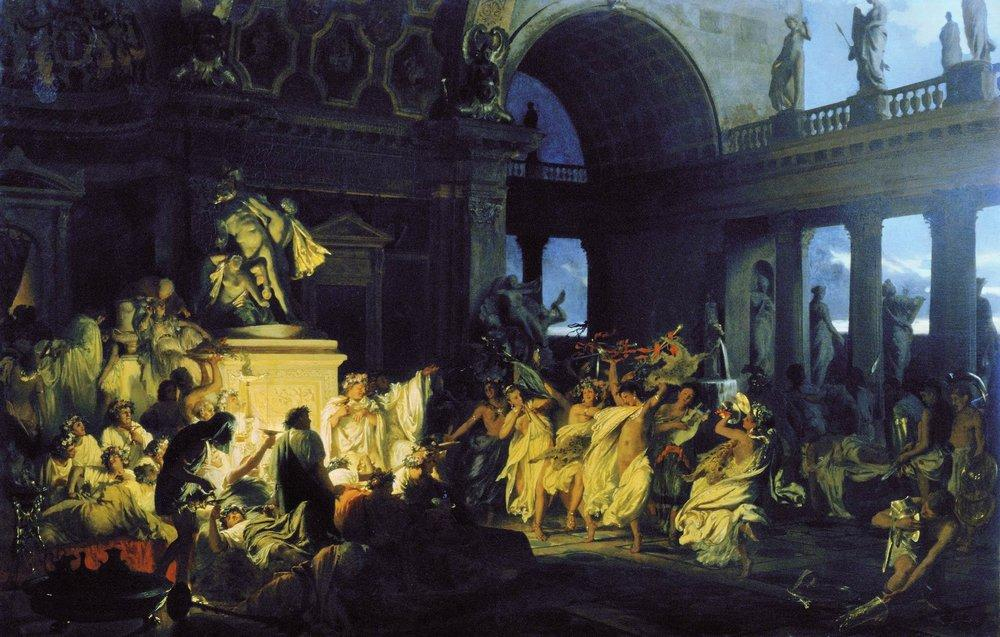
Una orgía en la Roma Imperial, de Henryk Siemiradzki

Entre las religiones monoteístas de la Edad Media prevalecía la idea de una antigüedad inmoral. Tal condena ya estaba establecida en la literatura latina de la última república romana y el principado. Para la teología cristiana, las Confesiones (397-401) de Agustín de Hipona fueron un escrito central en el que se propagaba la superación de la cultura romana. El discurso sobre la decadencia cultural y moral también se puede encontrar en la esfera de influencia islámica, por ejemplo en Ibn Chaldun en el siglo XIV, que retomó las ideas de la antigüedad grecorromana.
Desde el Renacimiento, la antigüedad ha sido cautelosamente revalorizada. Este proceso culminó en el clasicismo francés, que presentó al Imperio Romano como un modelo cultural y político de poder que no podía ser igualado por el presente. La Ilustración temprana desde el Debate de los antiguos y los modernos (1687-1694) intentó liberar al presente de este papel subordinado y subsumir la antigüedad a él, pero sin caer en la retórica de la victoria del cristianismo sobre el paganismo. Edward Gibbon incluso hizo responsable al cristianismo por la decadencia de la Roma tardía.
Como una etapa más en el desarrollo del concepto, que también tuvo lugar en Francia y culminó en el folleto de Jean-Jacques Rousseau Discurso sobre las ciencias y las artes (1750), el presente, que en ese momento se consideraba el punto culminante de la civilización, fue devaluado, pero ahora en favor de un estado de naturaleza original, que se desprendió de las ideas religiosas concretas. Este concepto de decadencia presupone que las condiciones anteriores eran objetivamente mejores o más deseables. La crítica de la decadencia separa el término actual de las vanitas medievales y modernas influenciadas religiosamente.
La expresión recibió su significado formativo a través de Montesquieu y Gibbon, quienes analizaron la caída del Imperio romano. Ambos utilizaron el término con un doble propósito: consideraron la décadence (decadencia) como un fenómeno histórico y al mismo tiempo evaluaron su propio tiempo.
La palabra decadencia más tarde también se refirió a un movimiento literario iniciado por Baudelaire (Las flores del mal) y Verlaine y que se caracteriza por una parte por una relación bohemia negativa con el "mundo burgués" y por otra parte por el exotismo, la embriaguez y mayor sensibilidad.

## SigloXVII

### Boileau
El término francés décadence fue acuñado como término estético en el siglo XVII en Reflexiones críticas sobre Longino (1694) de Nicolás Boileau. Además de su importancia estética, también es reconocible su significado ético, ya que la decadencia (décadence) del gusto (goût) fue considerada por algunos críticos como un momento esencial en la disolución de la cultura. Así, el desarrollo del arte y la cuestión de la primacía de la poesía antigua o moderna fueron objeto de acalorados debates en la Debate de los antiguos y los modernos. Boileau se refirió al goût para criticar el presente y demostrar el valor atemporal de la antigua norma del gusto, mientras que los opositores cuestionaron críticamente la autoridad de la antigüedad.

## SigloXVIII

### Montesquieu
En la primera mitad del siglo XVIII, Montesquieu utilizó la expresión en sus Consideraciones sobre las causas de la grandeza y decadencia de los romanos. Trató de interpretar históricamente el fenómeno de la decadencia y al mismo tiempo aplicarlo críticamente al presente. Evaluó y analizó la caída del imperio romano desde diferentes perspectivas y se apartó de la visión de Maquiavelo, que alabó la subyugación de otros pueblos por parte de un gobernante poderoso. Según Montesquieu, la expansión de Roma llevó al agotamiento, y el auge constante destruyó precisamente las virtudes que eran necesarias para el funcionamiento del sistema estatal. Consideró que la transmisión de un “espíritu general” unificado (esprit général) es imposible bajo la influencia de las culturas conquistadas, el esprit général va decayendo y siendo reemplazado por intereses particulares.

### Jean-Jacques Rousseau

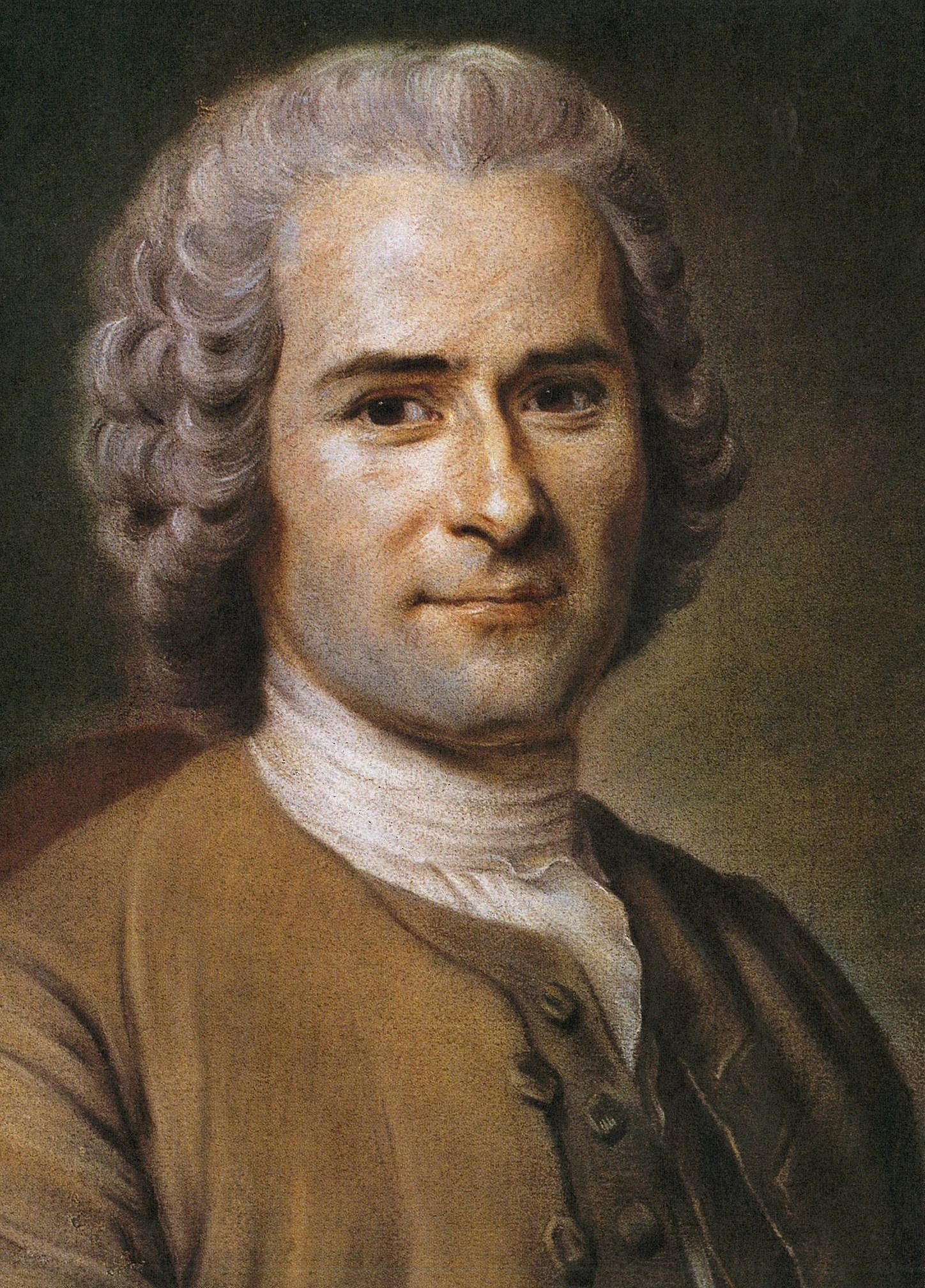
Jean-Jacques Rousseau denunció la decadencia de su tiempo.

Jean-Jacques Rousseau utilizó el término decadencia de un modo que fue decisivo para la recepción posterior. En su crítica sociocultural, plantea la contraposición de naturaleza y cultura (civilización).
Basado en un “anhelo por la naturaleza” cultural- filosófico, fue crítico de los logros e instituciones culturales, la renuncia a los instintos, y los ideales educativos. Elogió el sentimiento inmediato, la "verdad del corazón". El ser humano debe volver a sus orígenes. Interpretó el estado de naturaleza como uno de armonía original. Si Thomas Hobbes, como Immanuel Kant más tarde, describió negativamente el estado de naturaleza como una situación previa a la guerra social en la que las personas eran abandonadas a sus instintos y se enfrentaban como lobos -Homo homini lupus- para justificar el contrato social con este modelo, para Rousseau el ser humano original representó la armonía con la naturaleza. “Quita nuestros avances fatales, quita nuestros errores y vicios, quita el trabajo del ser humano, y todo está bien. Para Rousseau, el estado natural de bondad o pureza original del ser humano es una construcción ideal y no un postulado histórico, por lo que no asume de manera ingenua y romántica la armonía de la vida entre los pueblos primitivos, sino que confronta a la sociedad con una imagen ideal, para revelar la decadencia.

### Edward Gibbon

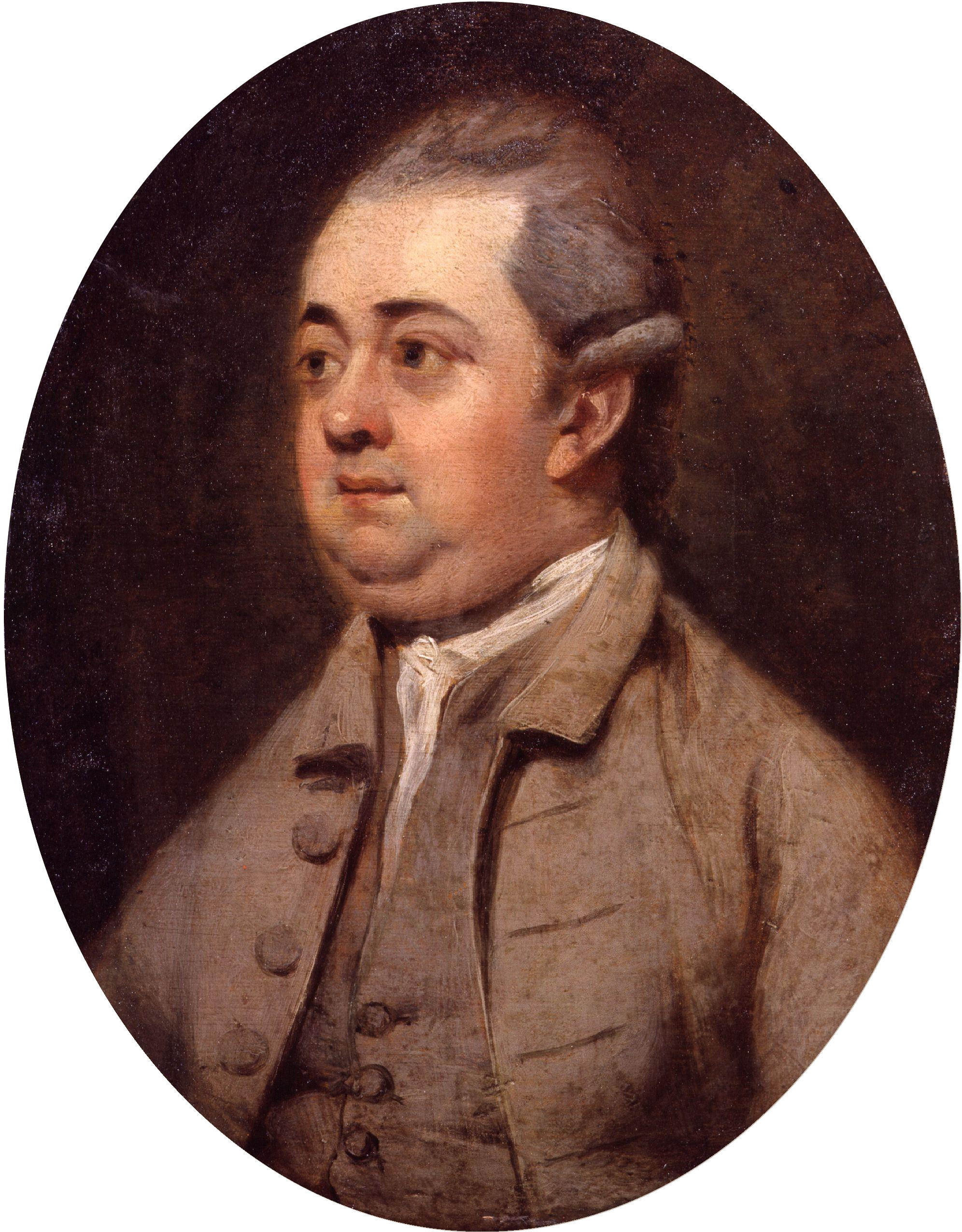
Edward Gibbon describió la decadencia del Imperio Romano.

En su obra más conocida, Historia de la decadencia y caída del Imperio romano (1776–1789), Edward Gibbon describió la disolución gradual del Imperio Romano desde la muerte de Marco Aurelio hasta la caída del Imperio bizantino. Dividió este lapso en tres fases.
1. En el primer período, que duró hasta principios del siglo VI, los ataques de los godos y los hunos provocaron el debilitamiento del poder del Imperio Romano de Occidente y su desintegración en múltiples reinos.
2. El segundo período comenzó con Justiniano I, quien pudo estabilizar el dominio del Imperio Bizantino durante su reinado a través de guerras y una política exterior inteligente, así como a través de medidas políticas internas. Esta fase, que duró hasta la coronación de Carlomagno en el año 800, fue marcada por la invasión de los lombardos y la expansión islámica.
3. Finalmente, en la tercera fase, la lengua y las costumbres de Roma declinaron por completo, y con la conquista de Constantinopla por los otomanos en 1453, se abandonó definitivamente la idea del imperio.[10]

Un leitmotiv a lo largo del trabajo de Gibbon es la idea de que la historia desde el siglo II está sujeta a la decadencia (decline). Gibbon quiso describir con su trabajo el "triunfo de la incultura y la religión".
El enfoque de Gibbon era nuevo para la historiografía en ese momento, ya que rastreaba la continuidad de la historia durante un período de tiempo muy largo. También nueva y sorprendente fue su evaluación del cristianismo como en parte responsable de la decadencia de la cultura. Especialmente desde el bando teológico, se atacaron capítulos de su libro, en los que Gibbon apuntaba a los conflictos militares entre cristianos y paganos y la superstición, a su fanatismo religioso y a las masacres encaminadas a erradicar las tendencias heréticas.
En investigaciones más recientes, sin embargo, las teorías de Gibbon (así como las de Montesquieu) sobre la antigüedad tardía generalmente fueron criticadas y se desarrollan explicaciones nuevas y más diferenciadas para el declive del Imperio Romano de Occidente y la transformación del Imperio de Oriente.

## SigloXIX

### Friedrich Nietzsche

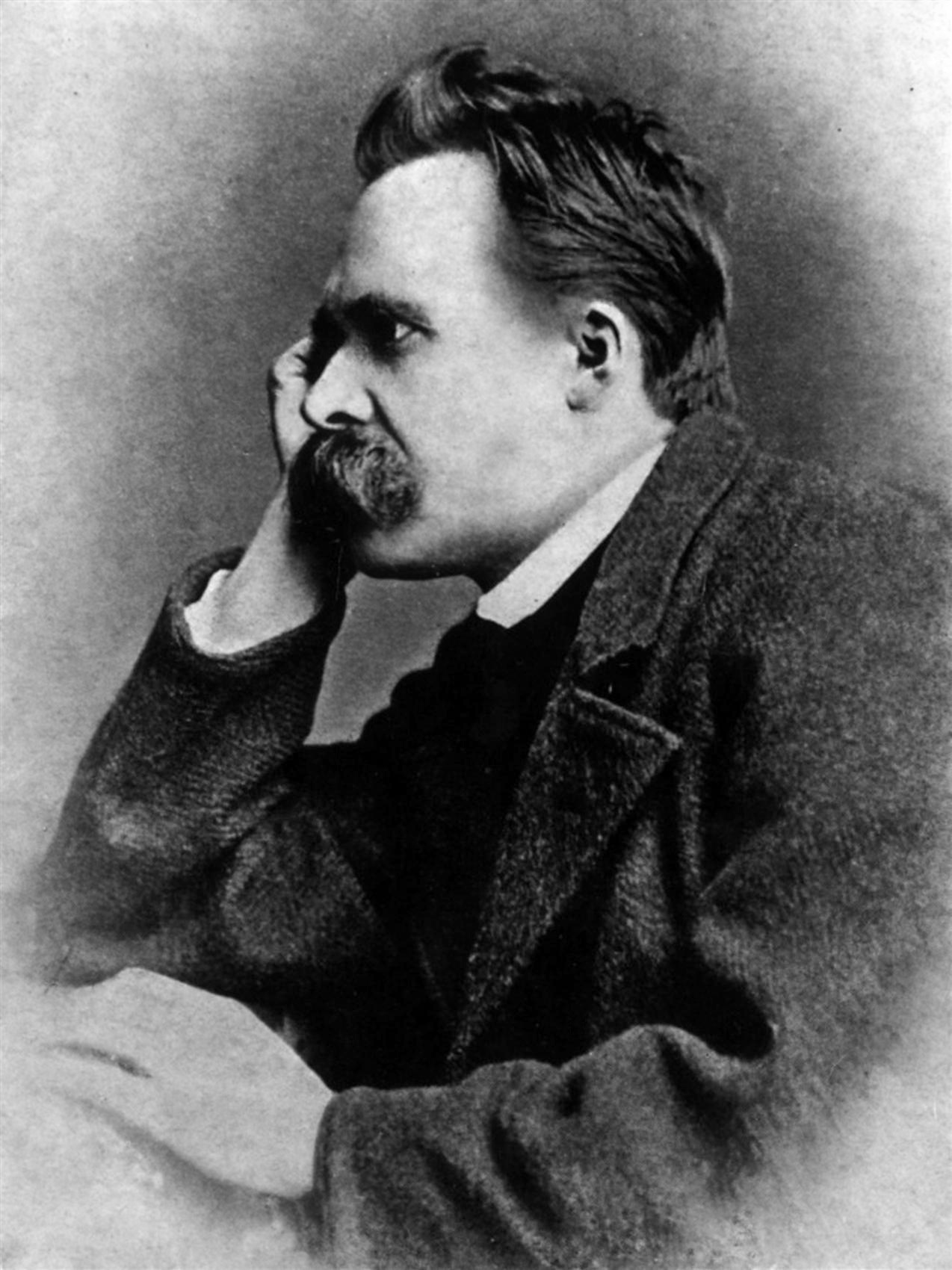
Friedrich Nietzsche, pensador y luchador contra la decadencia

En su obra tardía, Friedrich Nietzsche se centró principalmente en la decadencia, que en su caso se refería tanto al ámbito cultural-filosófico-histórico como al estético. Consideró la historia desde la antigüedad, más precisamente: desde la Atenas de Pericles, como una tendencia (decadente) hacia el decaimiento. El espíritu débil de Occidente, que se basa en valores falsos que niegan la vida, es en sí mismo responsable de la decadencia. En la figura de Sócrates, a quien Nietzsche calificó maliciosamente de “antigriego”, “feo”, “criminal” y “decadente”, se impuso un ideal falso y fue arruinado por los valores enfermizos del cristianismo.
Una nueva filosofía debería sacudirse el pesimismo de Schopenhauer así como la "moralidad esclava" del cristianismo y renovar la cultura y la sociedad con esta afirmación mundana de la vida y el destino. Si perece la voluntad de poder, hay también un declive fisiológico, una décadence. Esto se expresa de forma individual y social, por lo que afecta tanto a las personas como a la época y sus obras de arte, que Nietzsche en ocasiones criticó duramente desde la perspectiva de la superación.

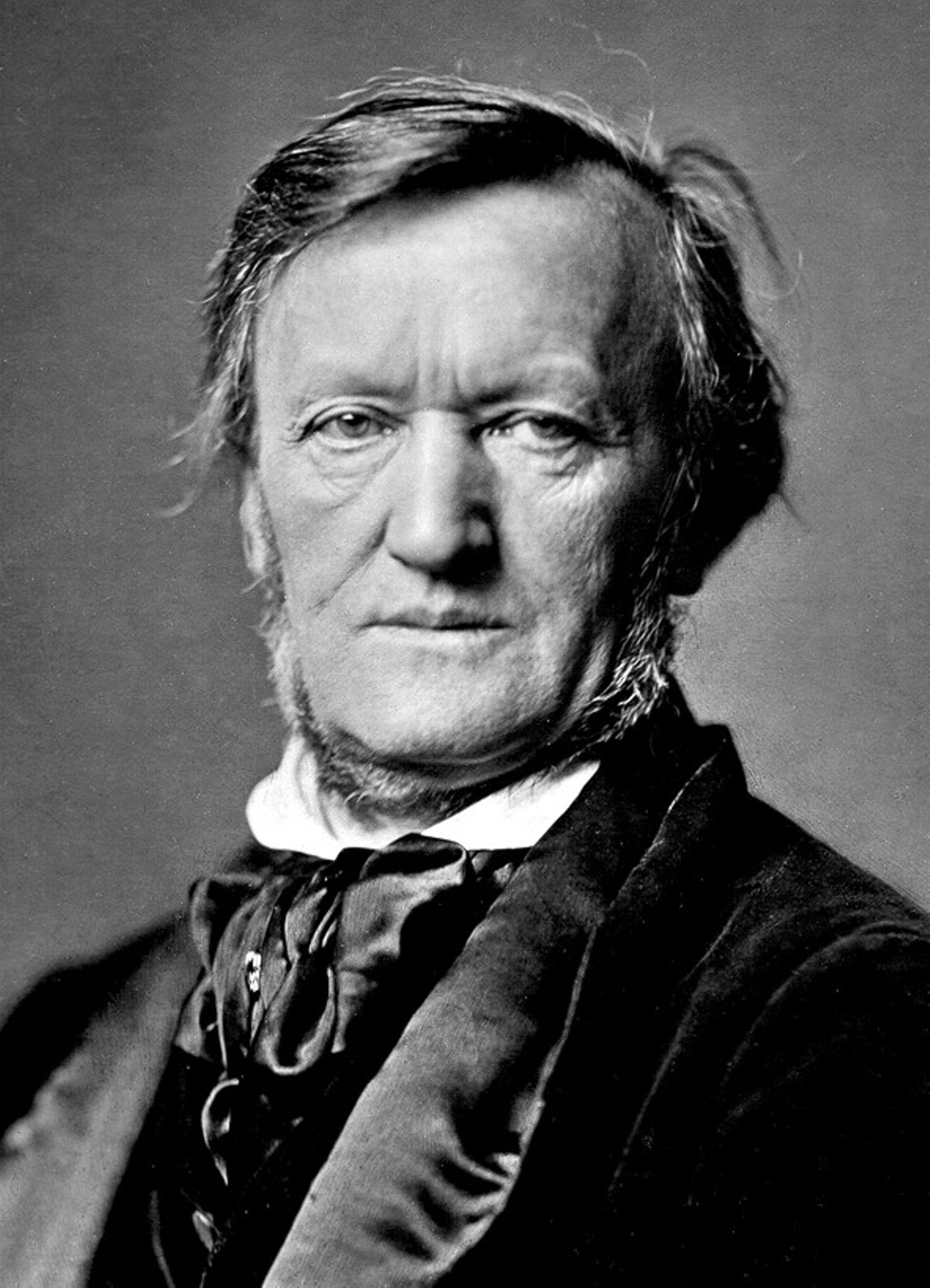
Richard Wagner, para Nietzsche el "artista de la decadencia"

Si bien rindió homenaje a Richard Wagner en su obra temprana, El nacimiento de la tragedia desde el espíritu de la música y en las Consideraciones intempestivas, se distanció cada vez más de él, e incluso más tarde lo rechazó como el artista de la décadence, a cuyos sonidos pesados y enfermizos opuso la música terrenal y afirmadora de la vida de Georges Bizet con su ópera Carmen. "¿De qué sufro cuando sufro el destino de la música? Porque la música ha sido despojada de su carácter transfigurador del mundo, que dice sí, es música decadente y no más la flauta de Dionisio. La crítica de Wagner se vinculaba a la de Schopenhauer y la música resultante se interpretaba como patógena: "recién el filósofo de la décadence le dio al artista de la décadence su identidad […] Estoy lejos de observar inofensivamente cuando esta decadencia estropea nuestra salud... ¡y la música también! ¿Wagner es siquiera humano? ¿No es más una enfermedad? Enferma todo lo que toca, enfermó a la música." Vinculó su rechazo a la civilización europea “decadente” a este análisis: "¡cuán estrechamente relacionado debe estar Wagner con toda la decadencia europea para que no lo perciba como decadente! Él le pertenece: es su protagonista, su nombre más grande... Porque el hecho de que uno no se defienda de él es en sí mismo un signo de decadencia."
Aunque Nietzsche puede ser visto como un teórico y oponente de la decadencia, su obra muestra, sin embargo, el doble significado de la decadencia y la enfermedad : las consecuencias estéticas y morales que él denuncia por un lado, y el estímulo para su propio trabajo por el otro.

### Fin de siècle
La sensibilidad "decadente" descrita y criticada por Nietzsche fue evidente en el Fin de siècle (aproximadamente 1890-1914) en las obras de Rainer Maria Rilke, Arthur Schnitzler, Thomas Mann y en los primeros trabajos de Hugo von Hofmannsthal, quien más tarde se distanció de él.
Gautier y Baudelaire habían elevado la decadencia a una posición artística independiente. La línea de desarrollo así entendida se apartó de la valoración negativa de la crítica cultural de Montesquieu, Rousseau y Nietzsche. En la actitud sostenida por diferentes autores, el término ahora se refería a una rebelión antiburguesa contra el tedio de la época, que se entendía como mal du siècle. Esta actitud se caracterizó por una sensualidad exagerada y extravagante, un ansia de fatalidad y un parentesco postulado y amoral entre Eros y Tánatos.

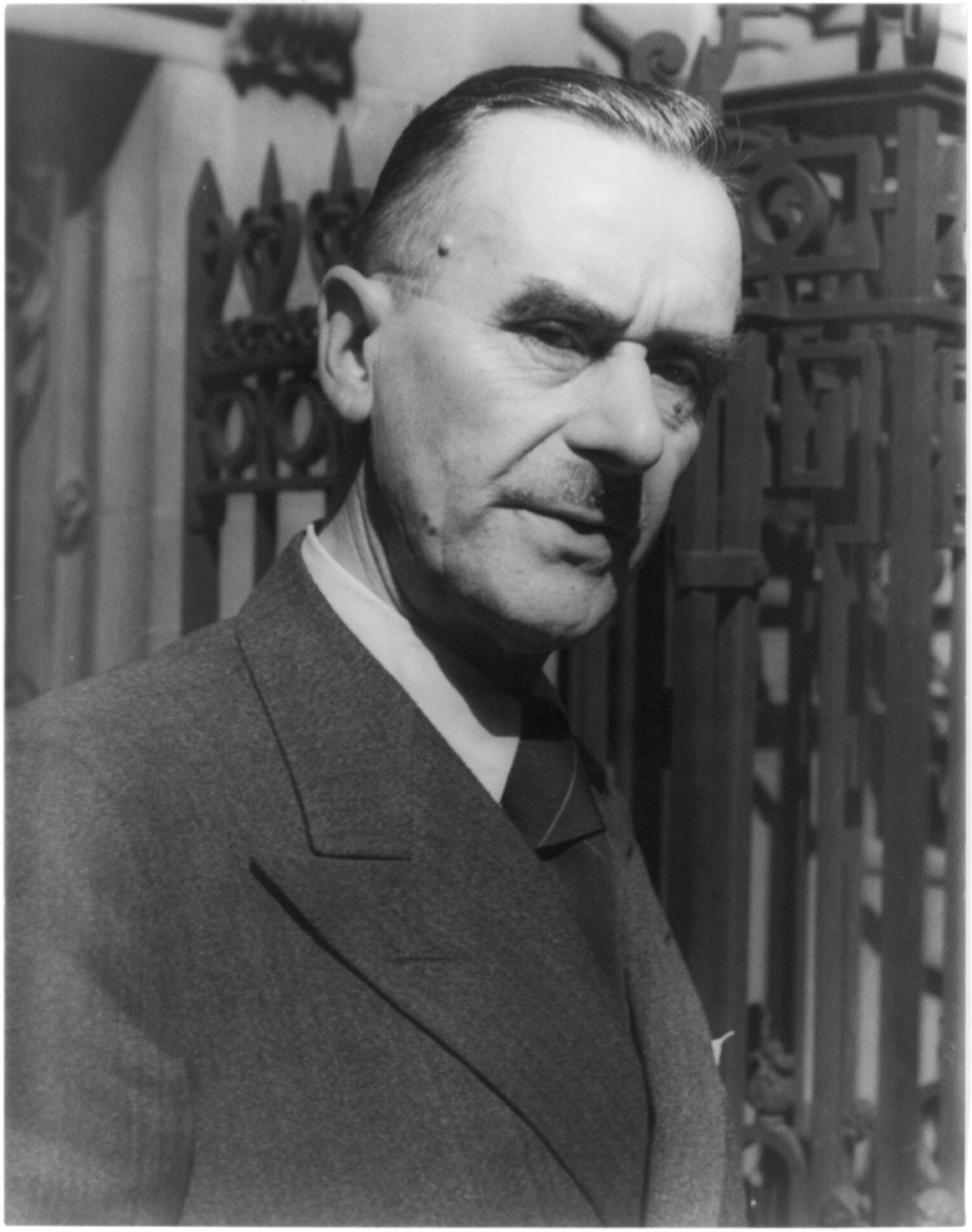
Thomas Mann, cronista de la decadencia

Thomas Mann vio el esteticismo "decadente" desde una distancia crítica e irónica y lo caracterizó con el personaje sutil pero ridículamente inadecuado Detlev Spinell en su novela corta Tristan. En su primera novela, Buddenbrooks, el tema central de la decadencia ya era evidente en el subtítulo: Caída de una familia. La doble vertiente de la decadencia caracterizada por Nietzsche -decadencia biológica con refinamiento intelectual- se describe en la figura del niño Hanno Buddenbrook,  enfermizo y con inclinaciones artísticas, Es el último vástago de la familia, cuyo desarrollo se describe a lo largo de cuatro generaciones: La creciente sensibilidad se compra con el fracaso en la vida real. Su padre, el senador Thomas Buddenbrook, que reconoce el peligro en la naturaleza de Hanno y es básicamente ajeno al mundo de la música decadente de Richard Wagner, es sacudido por el pesimismo embriagado de Schopenhauer al final de la novela y muere poco después.
En sus conservadoras Consideraciones de un apolítico, Thomas Mann, el admirador de Nietzsche, se refirió nuevamente a su doble perspectiva: venir de la actitud vital de la décadence y al mismo tiempo querer superarla: "Intelectualmente, pertenezco a esa generación de escritores repartidos por toda Europa que, viniendo de la décadence, siendo cronistas y analistas de la décadence, tienen al mismo tiempo la voluntad emancipatoria de rechazarla...y al menos experimentan con la superación de la decadencia y el nihilismo.
Los primeros análisis histórico-culturales de la decadencia como fenómeno que afecta a la sociedad en su conjunto provienen de Karl Lamprecht y Eckart von Sydow. Lamprecht explicó la situación anímica del fin de siècle con el sobreesfuerzo, la sobresaturación y el cansancio excesivo de los empresarios burgueses en busca del placer, quienes sufrieron la "rápida medida del tiempo" (rasenden Zeitmaß) de la sociedad que habían creado y ya no sacaron a relucir el ímpetu creativo del Gründerzeit. Willy Hellpach analizó la decadencia desde un punto de vista psiquiátrico, a la que describió como un fenómeno hipernervioso-histérico, empleando el término degeneración que luego utilizarían los nacionalsocialistas.
Corrientes afines: Otras corrientes literarias que, como el simbolismo y el impresionismo, se diferencian del naturalismo y se caracterizan por una sensibilidad y un esteticismo refinados, son tratadas en el artículo decadentismo.

## SigloXX

### Osvaldo Spengler

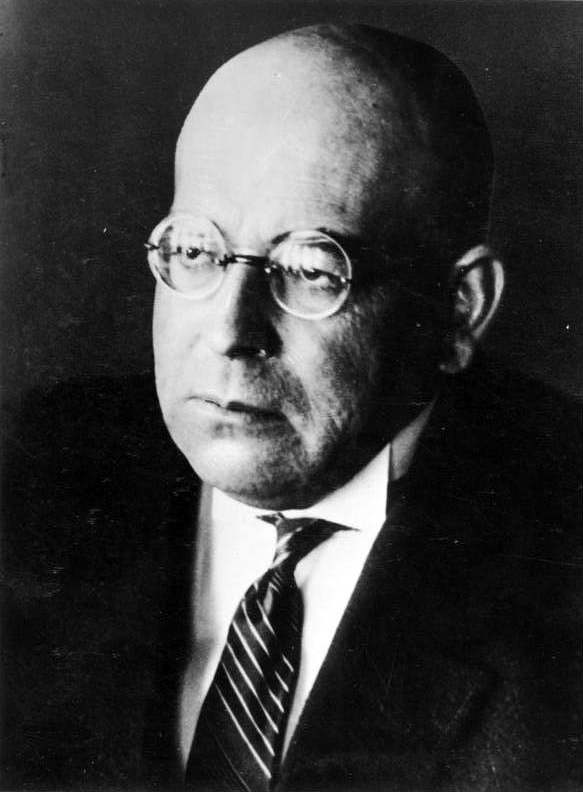
Oswald Spengler describió el crecimiento y la decadencia de las culturas.

"Poder" y "decadencia" son también términos clave en el pensamiento histórico de Oswald Spengler. En La decadencia de Occidente, se ocupó de la -considerada- inevitable decadencia de las culturas.
Al hacerlo, tomó ideas de Nietzsche y las combinó con el pensamiento biológico de base histórica. Partiendo de la filosofía de la vida de Goethe y del concepto de "naturaleza", que contrasta la vida como dinámica y creativa con la rígida racionalidad, y trabajando con los medios de la analogía morfológica, considera ocho altas culturas independientes y compara sus desarrollo con el de los organismos, como por ejemplo, las plantas. Según la idea de Spengler, estos surgen del caos de las formas de la antigüedad a partir de arquetipos específicos de la cultura a través de varias fases de desarrollo orgánico hasta que tienen que morir. El occidente ha entrado en esta etapa. Las culturas avanzadas -Egipto, India, Babilonia, la antigüedad "apoliniana", la cultura árabe "mágica", China, la cultura mexicana y el occidente " faustiano " - eran de hecho independientes y separadas unas de otras, pero todas tenían sus correspondientes y con la ayuda de etapas estéticas comparables desde el período de brotación temprana (dórico, gótico), pasando por la floración y la crisis de maduración o Contra-movimiento (Renacimiento) hasta el marchitamiento de la civilización (decadente), que ésta todavía podría desarrollar de forma imperial durante algunos siglos (cesarismo) antes de que -todas e inevitablemente- tuvieran que extinguirse. Sin embargo, a diferencia de Nietzsche, Spengler no utiliza explícitamente el término "decadencia" y describe a la civilización con términos como "sin alma", "solidificada como una momia", "desarraigada" o "creativamente improductiva".

### Arnold Gehlen
También basado en la distinción de Nietzsche entre "moralidad animal de esclavos y de manada", Arnold Gehlen criticó la exageración de ciertos comportamientos sociales en detrimento de otros como hipermorales en su obra tardía <i id="mwAUU">Moralidad e</i> hypermoralidad. Esto se muestra como " hipertrofia moral", como "moralidad eudaimónica de las masas". El humanitarismo (que ya había aparecido como un término evaluado negativamente con Max Scheler y había descrito una ideología guiada emocionalmente de filantropía indiferenciada) descompone las virtudes políticas, el estado y el ethos institucional. El humanitarismo había sido defendido como un impulso ético por los estoicos y sobredimensionó el ethos familiar con sus predicadas virtudes humanitarias y pacifistas.
Gehlen también se refirió al filósofo social Georges Sorel, quien había denunciado la decadencia y lamentado el estado ruinoso de las costumbres. "Decadencia" es considerada una palabra indispensable que describe la pérdida interna y externa de contacto con la historia. El subjetivismo exagerado es inacción, pues la función relevadora de las instituciones, cuya importancia ya había tratado en otras obras, va desapareciendo paulatinamente. El Estado se funcionaliza hacia intereses sociales particulares y pierde su función como garante de la seguridad tanto interna como externamente. Gehlen cree ver la decadencia y el nihilismo hacia valores superiores detrás de la hipermoralidad, que solo se orienta hacia este mundo.
Como indicios de sociedades decadentes, Gehlen también mencionó: "Cuando los malabaristas, los diletantes, los intelectuales de pies ligeros se abren camino, cuando se levanta el viento de la payasada general, entonces las instituciones milenarias y los organismos profesionales estrictos también se relajan: la ley se vuelve elástica, el arte nervioso, la religión sentimental. Entonces el ojo experimentado ve la cabeza de Medusa bajo la espuma, el ser humano se vuelve natural y todo se vuelve posible.

### Uso del término en el nacionalsocialismo
En el lenguaje del nacionalsocialismo, el término “degenerado” se desarrolló como concepto paralelo y sinónimo del atributo “decadente” para designar y devaluar ideas sociales e ideológicas, así como obras artísticas que contradecían la ideología y la estética nacionalsocialistas. La causa de la "decadencia/degeneración" era a menudo una supuesta extrañeza racial y, por lo tanto, la inferioridad de los representantes o los creadores de estas ideas y obras de arte. Un ejemplo de la asociación de la decadencia con el racismo es el siguiente texto de 1933 de un periódico local:
“Es una señal de la terrible decadencia intelectual del pasado, el que hablaran de estilos sin reconocer sus determinaciones raciales.
Era popular retratar a las democracias occidentales como no aptas para la vida, débiles y decadentes. Esta acusación de decadencia contra el pluralismo y la democracia también fue utilizada por Adolf Hitler en su publicación programática Mi lucha. La literatura indeseable a menudo se denominaba literatura del asfalto, por ejemplo, por Joseph Goebbels con motivo de la quema de libros el 10 de mayo de 1933 en la Bebelplatz, discurso que también estuvo acompañado de comentarios formulistas "contra la decadencia y la degeneración moral [...] contra la sobreestimación desgarradora de la vida instintiva".

### Uso del término en el marxismo
En la política y en las polémicas que invocaban el marxismo, se solía llamar a un artista “decadente” para denigrarlo.
En su tratado El imperialismo, fase superior del capitalismo (Capítulo VIII Parasitismo y decadencia del capitalismo), Lenin ya había utilizado metáforas biologísticas como "decadencia" y "parasitismo" para calificar al capitalismo. El concepto de decadencia adquirió un significado especial en la Unión Soviética. Allí se refirió por primera vez a la supuesta decadencia de la sociedad burguesa, solo para ser transferida más tarde, en el marxismo-leninismo, a la cultura burguesa, la literatura y la música.
Fue incluido en la discusión del realismo socialista. Este fue promulgado por Ivan Gronsky en 1932 y codificado por Andréi Zhdánov en 1934. En el arte, la representación veraz e históricamente concreta debe combinarse con la tarea de transformar ideológicamente y educar a las personas en el espíritu del socialismo. La razón ideológica de esta doctrina puede entenderse estudiando la sociología marxista del arte. Según ella, el arte debe ser asignado a la superestructura; cada clase tiene un arte que le satisface funcionalmente. Según esta ideología, el fin libre en sí mismo del arte está prohibido. La música (incluso la crítica musical) sirve exclusivamente para imponer el socialismo por medio del realismo, no del formalismo occidental. Zhdanov dictó la forma de las obras de arte. Al comprometer la cultura burguesa con la decadencia, el misticismo y la pornografía, separó la ficción soviética de la modernidad. Lo que mostraba demasiada realidad se tildaba de naturalismo, lo que hacía demasiado transparente el desarrollo como formalismo, ambos vistos como una expresión de la decadencia de la sociedad burguesa.
Stalin canonizó el procedimiento en su tratado de 1936 Sobre dialéctica y materialismo histórico, que se refería a la relación base-superestructura y en el que explicaba la "vida espiritual de la sociedad" como "un reflejo de las condiciones de su vida material".
Este desarrollo culminó en el término del campo de batalla político de formalismo, que se usó en una variedad de formas hasta el punto de la arbitrariedad, que se vería tanto en la Unión Soviética como más tarde en la RDA, por ejemplo, en la disputa del formalismo. Según la doctrina del realismo socialista promulgada por el PCUS (Partido Comunista de la Unión Soviética), las corrientes de vanguardia, que se basaban, por ejemplo, en la música dodecafónica occidental, eran rechazadas como decadentes. Los artistas que no querían cumplir con la orden tuvieron que enfrentarse a severas sanciones durante la era de Stalin. Las reservas sobre la decadencia también se dirigieron contra otras partes del arte moderno, como el expresionismo. Otto Grotewohl, por ejemplo, dijo en el espíritu de Stalin en 1953 que se debe combatir un arte que "roba el sentido de la vida, aliena al pueblo e impide el desarrollo de la nación". El cosmopolitismo es destructivo en su "individualización del arte, que lleva al punto de la disolución anárquica" y conduce a la guerra. Todavía en 1958, la revista estatal de arte Bildende Kunst descartó el expresionismo como un "fenómeno de la decadencia burguesa" y lo describió como un desarrollo destructivo que debía ser superado.
A este respecto, es conocido el destino del compositor Dmitri Shostakovich. Después de una representación de su ópera Lady Macbeth de Mtsensk, que Stalin abandonó enojado durante el intermedio, Pravda en un artículo incendiario ("Caos en lugar de música") fechado el 28 de enero de 1936 denunció al compositor y su obra como caótica y formalista, incapaz de expresar los sentimientos simples y fuertes. Fue acusado de degeneración y desapego del "verdadero arte" y se hicieron referencias a la música "nerviosa", "apretada" del jazz. El crudo naturalismo de la ópera es incompatible con los principios del realismo socialista.

#### Lukács y Adorno

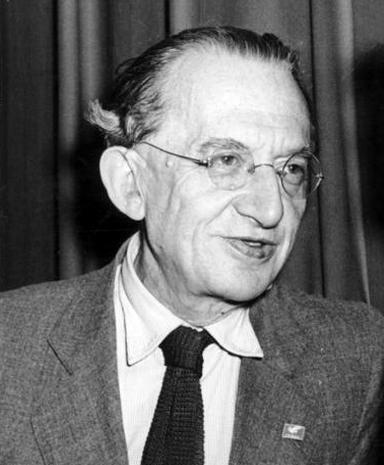
Georg Lukács describió el modernismo occidental como decadente.

El teórico literario marxista Georg Lukács defendió el concepto de realismo socialista y operó con la noción de decadencia y formalismo. En su estudio filosófico-histórico Die Zerstörung der Vernunft (La destrucción de la razón), que examina la tendencia al irracionalismo desde Schelling hasta Hitler, polemiza contra la literatura occidental moderna, que diagnosticó como decadente. En este sentido, desde 1948 ha habido una serie de dictados del realismo socialista como método de escritura. Comparada con la obra del burgués Thomas Mann, comprometido con el realismo, la modernidad occidental es psicóloga, formalista y decadente. Se refirió específicamente a escritores como Franz Kafka, James Joyce y Marcel Proust.
En La destrucción de la razón, George Lukács caracteruza como signo esencial de toda decadencia (en el capítulo Nietzsche como fundador del irracionalismo imperialista): "la vacilación entre el sentido más fino de los matices, la hipersensibilidad más selectiva y la irrupción repentina de una brutalidad a menudo histérica".
Adorno, que había elogiado la famosa Teoría de la novela de Lukács, reaccionó con una crítica tan petulante como fundamental, y también sometió la palabra decadencia a un análisis crítico-ideológico: “Toda la literatura moderna, en la medida en que no se ajusta a fórmula de un sea crítico, sea un realismo socialista, es rechazada y sin vacilar se le atribuye el resabio de la decadencia, una palabrota que encubre todos los horrores de la persecución y el exterminio no sólo en Rusia. El uso de esa expresión conservadora es incompatible con la doctrina, cuya autoridad Lukács, como sus superiores, quisiera alinear con la comunidad de los pueblos. El discurso sobre la decadencia difícilmente puede separarse de la contraimagen positiva de una naturaleza vigorosa, categorías de la naturaleza son proyectadas a lo socialmente mediado. Sin embargo, el tenor de la crítica de la ideología de Marx y Engels es precisamente el contrario. Incluso las reminiscencias de la sana sensualidad de Feuerbach difícilmente habrían permitido que la terminología del darwinismo social entrara en sus textos.

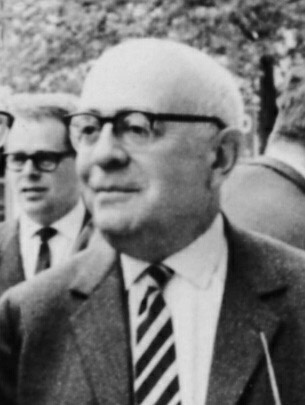
Theodor W. Adorno sometió la palabra a un análisis crítico

De acuerdo con la idea de arte, las contradicciones no deben nivelarse ideológicamente, sino que deben presentarse de manera reconciliadora para que la obra apunte más allá de sí misma. Adorno critica ahora la "reconciliación extorsionada" de Lukács, a la que la obra de arte sólo puede escapar si tiene presente el sufrimiento y lo trasciende, pero no lo excluye.
Utilizando el ejemplo del "artista de la decadencia" Richard Wagner, Adorno intenta rescatar dialécticamente el concepto de decadencia al considerar la reflejada "debilidad" del ego, los "momentos psicológicos", lo abismal y ambiguo como valor estético de la obra de arte: "El yo se diferencia infinitamente reflejando y mostrando su propia debilidad, pero en virtud de esa misma debilidad vuelve al mismo tiempo al nivel anterior al yo. Así, en la preponderancia del elemento psicológico en Wagner, del interés ambiguo, emerge algo histórico. Sin embargo, la línea de falla que marca la obra de Wagner, la impotencia ante las contradicciones técnicas y las contradicciones sociales que las sustentan, en fin, todo lo que el lenguaje de sus contemporáneos llamó decadencia, es al mismo tiempo el camino del progreso artístico. En una nota escrita en 1952 sobre ese Versuch über Wagner (Intento sobre Wagner), repitió su evaluación y se opuso al uso instrumental y denunciatorio de la palabra decadencia: "Quien interprete la obra de Wagner como un certificado de abdicación del espíritu liberal debe tener cuidado de no congelar el conocimiento enconceptos como el de decadencia, que en el vocabulario del ámbito oriental hace tiempo que se desvinculó de toda relación con la cosa y degeneró en marcas denunciatorias. Lo que es mejor en Wagner que el orden a cuyos poderes más oscuros se entregó, es gracias a la decadencia, la incapacidad de un sujeto que ya ha sido profundamente dañado por la superioridad de lo que ya existe para jugar con las reglas de esta misma existencia.

#### Escuela de Fráncfort
En la Escuela de Frankfurt, la crítica de los débiles y lujuriosos en la decadencia se desplazó más hacia los insustanciales y codiciosos y así se aproximó a la crítica marxista del capitalismo.
Kurt Lenk llamó "decadencia" a una frase vacía, como identidad, comunicación, información, dinámica y muchos otros términos que se usan a menudo pero que carecen de claridad. Su efecto proyectivo y aparentemente explicativo de los fenómenos sociales perturbadores es aún más fuerte. La decadencia es un concepto central en las visiones conservadoras, culturalmente pesimistas y fascistas de historiadores universales como Niccolò Machiavelli, Georges Sorel, Friedrich Nietzsche, Oswald Spengler y Henri Bergson. Según Kurt Lenk, una serie de “autores orientados hacia la filosofía de la vida” como Oswald Spengler, Ernst Jinger, Gottfried Benn y otros representantes de la “Revolución conservadora ” entendieron la “actitud de un ser humano fáustico-heroico como la único respuesta adecuada a un mundo que tiende a la decadencia y al ocaso". Todas las estructuras sociales dadas serían afirmadas por ellos como destino. Kurt Lenk: “Aunque los diferentes autores describen las causas, los síntomas y las consecuencias de la decadencia de muchas maneras diferentes, son similares en su dramaturgia. Al final, siempre se trata de una decisión entre la destrucción o la salvación a través de algún tipo de acto heroico. Según Lenk, en el centro de la “semántica de la crisis afín al fascismo”, en la cual Sorel representa el principio, se encuentra “el síndrome decadencia- apocalipsis-heroísmo, que se basa en la idea de una especie de 'renacimiento'.”
Ciertos postulados de Lenk fueron criticados en el marco de su conservativismo: "Pero no solo la imagen de los demás, sino también la autoimagen populista de derecha está determinada por una lógica racista. Consta de dos elementos: primero, lo propio (Eigen) se describe como una comunidad ("pueblo"), es decir, como una unidad que se define a sí misma a través de características compartidas colectivamente y temporalmente estables (valores, tradiciones, idioma, etc.). En segundo lugar, se afirma que lo propio [nuestro] está en declive, un motivo conocido en la historia del racismo y el pesimismo cultural conservador bajo los nombres de decadencia y degeneración. La meta política que se deriva de este diagnóstico es la restauración de la unidad y un “renacimiento” de los propio. Este patrón de decadencia y renovación de lo mismo puede caracterizarse como racismo étnico."

## SigloXXI
En el uso actual, el término decadencia o comportamiento decadente se equipara principalmente con debilidad, depravación y/o despilfarro y se usa en el sentido de una desviación socialmente dañina (predominantemente moral-ética) de una forma de vida sana y natural. El término a menudo se usa de manera crítica con respecto al comportamiento de personas de las que se espera que sean modelos a seguir, es decir, figuras públicas, estrellas de los medios, etc.

### Jacques Barzun
El historiador Jacques Barzun (1907–2012) ofrece una definición que es independiente de los juicios de valor moral en su libro  From Dawn to Decadence: A Survey of 500 years of Western cultural life  en el cual sostiene que los períodos de decadencia son tiempos en los que “los estilos de vida y los estilos artísticos parecen agotados, las etapas de desarrollo han pasado y las instituciones funcionan con dificultad”. Barzun enfatiza que no usa el término “decadente” como peyorativo, sino técnico.
Según Ross Douthat, columnista del New York Times, la definición de Barzun describe el estado de las sociedades occidentales contemporáneas. En ellas (al contrario de lo que suponían muchos observadores) no existen condiciones prerrevolucionarias como en los años 20, sino parálisis y estancamiento. En una comparación a largo plazo, la creatividad intelectual y cultural de estas sociedades, la dinámica de su desarrollo económico y la capacidad de sus instituciones políticas para actuar y dar forma a las cosas han llegado al punto más bajo. La decadencia no es el único estado de declinación que puede asumir una cultura y representa una “enfermedad cómoda” comparativamente, que no tiene por qué conducir -en principio- a catástrofes. Todavía no estamos viviendo en un estado distópico. Los ejemplos de la historia romana, china y otomana mostraron que una entidad política podía sostenerse un estado decadente de “otoño sin fin” durante varios siglos.

### Pria Viswalingam
El documentalista australiano Pria Viswalingam considera que el occidente está declinando desde finales de la década de 1960. Viswalingam es el autor de la serie de televisión australiana de seis partes Decadence: The Meaninglessness of Modern Life, así como del documental de 2011 Decadence: The Decline of the Western World.
En opinión de Viswalingam, la cultura occidental comenzó en 1215 con la Carta Magna, avanzó a través del Renacimiento, la Reforma, la fundación de los Estados Unidos y la Ilustración, culminando en los levantamientos sociales de la década de 1960Desde 1969, año del alunizaje, la masacre de My Lai, el Festival de Woodstock y el Concierto gratuito de Altamont, el Occidente ha estado marcado por la decadencia y el declive. Esto se puede ver en el aumento de las tasas de suicidio, la adicción a los antidepresivos, el individualismo desenfrenado, el vaciado de iglesias y la ruptura de familias, así como la cultura del consumo, la creciente desigualdad de ingresos, los líderes mediocres y una devoción obsesiva por el dinero como única medida de valor. 

### Otras posiciones
En el contexto de los desafíos planteados por el fundamentalismo islámico o el postulado choque de culturas, se volvió a hablar y se habla de la decadencia (occidental). Varios autores señalan que el fundamentalismo islámico pinta un Occidente moralmente decadente por el individualismo y el hedonismo.  Las corrientes fundamentalistas rechazan -con posibles diferencias en cuestiones individuales- la modernidad occidental y sus principios ideológicos, pero no se contentan con una idealización del pasado. Son hostiles a la democracia, el pluralismo y la secularización mientras utilizan los logros tecnológicos de la modernidad para sus propios fines. Al igual que los teóricos conservadores de la decadencia, las posiciones islamistas asumen una situación de crisis, como el rezago económico de muchos países musulmanes. Las razones incluyen una. renuncia a la "verdadera fe" o falsificación de la "voluntad divina" asumida; Se rechaza el capitalismo occidental como causante de la decadencia, la pobreza y la incredulidad. En lugar de reformas económicas y culturales, se exige un retorno a los fundamentos del Islam.
Diversos grupos y partidos pertenecientes al espectro radical también hablan actualmente de “decadencia”. En los patrones de argumentación regresiva de extrema derecha, el presente se devalúa con el eslogan, mientras que el pasado se transfigura míticamente. El eslogan es entonces parte de la agitación dirigida contra el estado de derecho, que como sistema está siendo cuestionado en todos los ámbitos.
Los pequeños partidos marxista-leninistas hablan de decadencia para acusar al sistema de mercado, que se esfuerzan por superar, de que el llamado “capital financiero especulativo” se ha apoderado del poder.
Desde una perspectiva liberal, se plantean objeciones a estas evaluaciones. Por ejemplo, Ulrike Ackermann (en el folleto del Merkur Kein Wille zur Macht – Dekadenz)  enfatiza que las profecías de la caída del capitalismo (decadente) no se han cumplido, pero que muchos aún lo rechazan, así como la globalización. Una crítica radical del capitalismo se ha convertido en un desprecio difuso por la globalización, y la desconfianza en la civilización occidental se está convirtiendo rápidamente en acusaciones de decadencia. La duda occidental que tiende hacia el odio hacia sí mismo se confronta con el odio a la decadencia de Occidente; la tolerancia de Occidente tolera la intolerancia. En cambio, uno debería comprometerse con las "libertades individuales de los burgueses y los ciudadanos" y ser escéptico con los "dadores de sentido que prometen una buena vida en colectivos nuevos y viejos".
El concepto de decadencia aparece ocasionalmente entre los psicoanalistas, por ejemplo, en la evaluación psicosocial del fenómeno más reciente del abandono de los ricos (también llamado afluenza). Los defensores del término consideran que el precio de un crecimiento sin fin en riqueza material puede conducir a sentimientos de inutilidad e insatisfacción más que a experiencias de una mejor calidad de vida, y que estos síntomas pueden ser englobados bajo la metáfora de una dolencia. El psicólogo británico Oliver James afirma que hay una correlación entre la naturaleza creciente de la afluenza y el aumento de la desigualdad material: cuanto más desigual es una sociedad, mayor es la infelicidad de sus ciudadanos.

## Psicología
A diferencia de la decadencia desde un punto de vista filosófico, histórico o político, la idea de que una sociedad o institución está declinando se denomina declinismo. Esta es la predisposición, causada por sesgos cognitivos como la retrospección idílica, a ver el pasado de manera más favorable y el futuro de manera más negativa. El declinismo se ha descrito como "un truco de la mente" y como "una estrategia emocional, algo reconfortante para acogerse cuando el presente parece intolerablemente sombrío". Otros factores que contribuyen al declinismo incluyen el aumento de la reminiscencia, así como el efecto de positividad y el sesgo de negatividad.
La idea de que la civilización occidental está en declive ha sido una constante histórica común, que a menudo repite variaciones sobre los mismos temas. El historiador Arthur L. Herman, en la introducción a su libro The Idea of Decline in Western History, escribió que: "...los intelectuales han estado prediciendo el colapso inminente de la civilización occidental durante más de ciento cincuenta años... Sin embargo, cuando señalo esto como evidencia de que, parafraseando a Mark Twain, los informes sobre la desaparición de Occidente podrían ser muy exagerados, suelo encontrarme con un fuerte escepticismo."

## Literatura
- Christiane Barz: Weltflucht und Lebensglaube. Aspekte der Dekadenz in der skandinavischen und deutschen Literatur der Moderne um 1900. Edition Kirchhof & Franke, Leipzig/ Berlín 2003, ISBN 3-933816-20-3.
- Jacques Barzun: From Dawn to Decadence: A Survey of 500 years of Western cultural life, Harper Collins, 2000
- Alexandra Beilharz: Die Décadence und Sade: Untersuchungen zu erzählenden Texten des französischen Fin de Siècle. M&P, Stuttgart 1996, ISBN 3-476-45161-5.
- Karl Heinz Bohrer, Kurt Scheel (editor): Kein Wille zur Macht – Dekadenz. (= MERKUR Doppelheft 9/10, 2007). ISBN 3-608-97094-0. (Jubiläumsheft Merkur 700)
- Ross Douthat. The Decadent Society: How We Became the Victims of Our Own Success. (2020). (La edición de bolsillo, publicada en 2021, se titula: The Decadent Society: America Before and After the Pandemic). ISBN 978-1476785240
- Wolfgang Drost (editor): Fortschrittsglaube und Dekadenzbewußtsein im Europa des 19. Jahrhunderts. Winter, Heidelberg 1986, ISBN 3-533-03662-6.
- Sabine Haupt, Stefan Bodo Würffel (editor): Handbuch Fin de Siècle. Kröner, Stuttgart 2008, ISBN 978-3-520-83301-3.
- Diemo Landgraf (editor): Decadence in Literature and Intellectual Debate since 1945. Palgrave Macmillan, New York 2014 ISBN 978-1-137-43102-8.
- Kurt Lenk: Das Problem der Dekadenz seit Georges Sorel. In: Heiko Kauffmann, Helmut Kellershohn, Jobst Paul (editor): Völkische Bande. Dekadenz und Wiedergeburt – Analysen rechter Ideologie. Unrast, Münster 2005, ISBN 3-89771-737-9.
- Martin Urmann: Dekadenz. Oberfläche und Tiefe in der Kunst um 1900. Turia + Kant, Wien/Berlín 2016, ISBN 978-3-85132-814-1.